# Carlos García Badías
Carlos García Badías (Barcelona, 29 de abril de 1984) es un exfutbolista español que jugaba de defensa central y su último equipo fue el Alanyaspor de Turquía.

## Trayectoria
Los primeros años de su carrera deportiva los disputó en el RCD Espanyol B. En 2003 pasó a ser uno más de la plantilla del RCD Espanyol. Carlos perteneció a este club hasta 2005, año en el que ficha por la UD Almería, donde logró el ascenso a Primera división en 2007, siendo un habitual en las alineaciones. 
En 2009 es cedido con opción de compra al Real Betis Balompié. En 2010 vuelve a la Unión Deportiva Almería. En el verano del 2012, se desvincula del Almería y ficha por el Maccabi Tel Aviv FC israelita.

## Selección nacional
Ha sido internacional con la selección española sub-16 pasando por todas las categorías hasta llegar a la sub-21. En 2005 gana los XV Juegos Mediterráneos de Almería.
También ha sido convocado por la selección de fútbol de Cataluña.

## Clubes
| Club                | País    | Año       |
| ------------------- | ------- | --------- |
| RCD Espanyol B      | España  | 2001-2003 |
| RCD Espanyol        | España  | 2003-2004 |
| Poli Ejido          | España  | 2004-2005 |
| U. D. Almería       | España  | 2005-2009 |
| Real Betis Balompié | España  | 2009-2010 |
| U. D. Almería       | España  | 2010-2012 |
| Maccabi Tel Aviv    | Israel  | 2012-2016 |
| Alanyaspor          | Turquía | 2016-2017 |

## Palmarés

### Campeonatos internacionales
| Título                  | Club                          | País   | Año  |
| ----------------------- | ----------------------------- | ------ | ---- |
| Eurocopa Sub-16         | Selección española sub-16     | España | 2001 |
| XV Juegos Mediterráneos | Selección de fútbol de España | España | 2005 |

(*) Incluyendo la selección